# Star Six Music
Star Six Music (initialement Star Six jusqu'en 2004) était une émission de télévision française musicale de télé-tirelire diffusée en direct sur M6 du 5 septembre 2002 au 23 août 2009 et présentée par Karine Ferri et Alex Fighter.

## Diffusion
L'émission était diffusée chaque matin du lundi au vendredi de 10 heures et 11 h 20 en direct.
Elle était également diffusée, toujours en direct, le dimanche matin de 7 h 30 à 9 h 30.
Star Six, devenue Star Six Music le 6 septembre 2004, est l'une des premières émissions de télé-tirelire française et le premier call-tv de la chaîne M6.

## Principe
Star Six Music était un jeu musical permettant de gagner de fortes sommes d'argent. 
C'était également une émission people qui propose des interviews de stars, des exclusivités, des dossiers et des clips.

## Déroulement du jeu
Le téléspectateur était invité, pendant toute la durée du programme, à appeler un numéro de téléphone, le 3 626, ou à envoyer un SMS, le mot STAR au 72 200, afin d'être sélectionné pour passer à l'antenne et tenter de gagner de fortes sommes d'argent.
Il y avait en général 5 énigmes à résoudre par émission. 
La somme jackpot (la plus élevée) se situait la plupart du temps lors de la 4e question.
Chaque participation au jeu se déroulait de manière organisée.

### Le chiffre mystère
Lorsque le téléspectateur composait le numéro de l'émission ou envoyait un SMS, il lui était demandé de trouver le « chiffre mystère » compris entre 1 et 5. 
Ce numéro était demandé à chaque coup de téléphone et restait inchangé pendant toute la durée de l'énigme. 
Cependant, il était différent à chaque énigme de l'émission (il pouvait néanmoins éventuellement rester le même pendant 2 questions successives ou non).
En le découvrant, le téléspectateur faisait immédiatement partit de la liste des potentiels gagnants. S'il ne le découvrait pas, il pouvait retenter sa chance.
Ce numéro était parfois dévoilé par les présentateurs, généralement pour les deux dernières énigmes, et était indispensable pour pouvoir participer au tirage au sort final.
Si le téléspectateur était ensuite tiré au sort par l'ordinateur, il passait ainsi à l'antenne pour tenter de remporter de l'argent en deux temps.

### L'énigme simple
Dans un premier temps, le téléspectateur devait résoudre une énigme assez facile. 
Il s'agissait découvrir le nom d'un artiste de la chanson, du cinéma, etc. dont apparaissait  une partie du visage sur l'écran en bas à droite avec des indices, le plus souvent sonores. 
Lors des débuts de l'émission, 3 indices distincts étaient donnés.
Cette première énigme permettait de gagner entre 600 € et 10 000 €.
La dernière gagnante de l'émission est Karine qui a remporté la somme de 10 000 € lors de la dernière de Star Six Music le 23 août 2009.

### La grille mystère
Si le candidat trouvait la réponse à l'énigme facile, il pouvait ensuite tenter sa chance à l'épreuve de la « grille mystère », c'est-à-dire qu'il devait reconnaître une personnalité figurant sur une photo sans trucage cachée derrière un écran de lettres qui se découvrait progressivement au cours de l'émission en fonction des lettres qui composaient le nom de l'artiste découvert lors de la première énigme.
Chaque téléspectateur avait droit à une proposition.
La découverte de la grille permettait de remporter, en plus du gain obtenu à la première énigme, une somme augmentant à chaque tentative erronée, qui se situait généralement à 9 000 € au début et pouvait atteindre plus de 100 000 € si la grille n'était pas découverte pendant plusieurs semaines. 
En général, la grille tombait lorsqu'elle atteint environ 70 000 €.
Si le candidat échouait à l'épreuve de la « grille mystère », il conservait quand même le gain obtenu à l'énigme facile.

## Émission musicale et people
En plus du jeu d'argent, l'émission proposait une succession de clips, de reportages, de revues de presse (principalement les titres de la presse people), d'interviews et d'enquêtes sur les stars.
L'émission proposait également, dans la rubrique « Zoom », des « tops 3 » ou des « tops 5 » concernant les stars, comme Les 3 pires looks des stars ou Les 3 meilleures chorégraphies de Michael Jackson.
La rubrique « Actualité » dévoilait les derniers scoops des people et les anniversaires des stars.
Il y avait également des clips gold qui furent diffusés.

## Présentation
En 7 ans de diffusion, Star Six Music a connu de nombreux présentateurs différents. Généralement, l'émission était présentée en duo avec une présentatrice et un présentateur.
Le tableau ci-dessous repertorie leur nom, les périodes de présentation et leur statut dans l'émission (officiel ou remplaçant).
| Présentateur        | Période                             | Statut      | Remarques                                     |
| ------------------- | ----------------------------------- | ----------- | --------------------------------------------- |
| Nathalie Vincent    | 5 septembre 2002 - 3 août 2003      | Officiel    |                                               |
| Alexandre Delpérier | 5 septembre 2002 - 30 décembre 2007 | Officiel    |                                               |
| Julienne Bertaux    | 4 août 2003 - 5 septembre 2004      | Officiel    |                                               |
| Lorène Cazals       | 6 septembre 2004 - 3 septembre 2006 | Officiel    |                                               |
| Karine Ferri        | 6 septembre 2004 - 3 septembre 2006 | Remplaçante |                                               |
| Karine Ferri        | 4 septembre 2006 - 31 juillet 2009  | Officiel    | Présente l'émission en semaine.               |
| Alex Fighter        | 4 septembre 2006 - 30 décembre 2007 | Remplaçant  |                                               |
| Alex Fighter        | 31 décembre 2007 - 21 août 2009     | Officiel    |                                               |
| Frédéric Ferrer     | 6 janvier 2003 - 23 août 2009       | Remplaçant  | Présente l'émission le dimanche.              |
| Audrey Sarrat       | 6 septembre 2004 - 3 septembre 2006 | Remplaçante |                                               |
| Karine Lima         | 6 septembre 2004 - 3 septembre 2006 | Remplaçante |                                               |
| Sandra Lou          | 6 septembre 2004 - 3 septembre 2006 | Remplaçante |                                               |
| Zuméo               | 6 septembre 2004 - 3 septembre 2006 | Remplaçant  |                                               |
| Amélie Bitoun       | 7 août 2006 - 13 août 2009          | Remplaçante | Présente également l'émission le dimanche.    |
| Ariane Brodier      | 7 août 2006 - 31 août 2007          | Remplaçante |                                               |
| Géraldine Lapalus   | 5 mars 2007 - 30 mars 2007          | Remplaçante |                                               |
| Laurent Mariotte    | 8 juillet 2007 - 31 août 2007       | Remplaçant  |                                               |
| Stéphane Jobert     | 1er mai 2008 - 29 août 2008         | Remplaçant  |                                               |
| Marie Inbona        | 2 août 2009 - 23 août 2009          | Remplaçante | Assure également la présentation le dimanche. |

## Arrêt
La dernière émission a eu lieu le 23 août 2009. Après 7 années de diffusion, le programme est victime de la suppression des émissions de télé-tirelire sur M6.
À partir du 24 août 2009, l'émission est remplacée par Absolument Stars, la suite diffusée en direct de 10 h à 11 h 20[réf. nécessaire].